# Vyšný Hrabovec
Vyšný Hrabovec est un village de Slovaquie situé dans la région de Prešov.

## Histoire
Première mention écrite du village en 1408.

## Démographie

### Évolution de la population
| Année:               | 1994. | 2004.   | 2014. | 2024.   |
| -------------------- | ----- | ------- | ----- | ------- |
| Nombre de personnes: | 198   | 200     | 180   | 188     |
| Différence:          |       | +1,01 % | -10 % | +4,44 % |

| Année:               | 2023. | 2024.   |
| -------------------- | ----- | ------- |
| Nombre de personnes: | 192   | 188     |
| Différence:          |       | -2,08 % |